# Pałac w Buczu
Pałac w Buczu – zabytkowy pałac we wsi Bucz.
 Klasycystyczny pałac zwieńczony wysokim dachem czterospadowym z dwoma wystawkami po bokach. Od frontu ryzalit zwieńczonym trójkątnym frontonem z herbem. Główne wejście w portyku (ganku) z czterema kolumnami podtrzymującymi taras na pierwszym piętrze. Po bokach korpusu dwa ryzality zwieńczone wieżami nakrytymi dachami namiotowymi. W latach 30. XX w. posiadaczem pałacu był Wiktor Szołdrski (1887-1932) mąż Marii Anieli Koczorowskiej z Koczorowa herbu Rogala (1891- 1975), która go odziedziczyła. Maria była ostatnią przedwojenną właścicielką pałacu. Obiekt jest częścią zespołu pałacowego z XIX/XX w., w skład którego wchodzi jeszcze park.

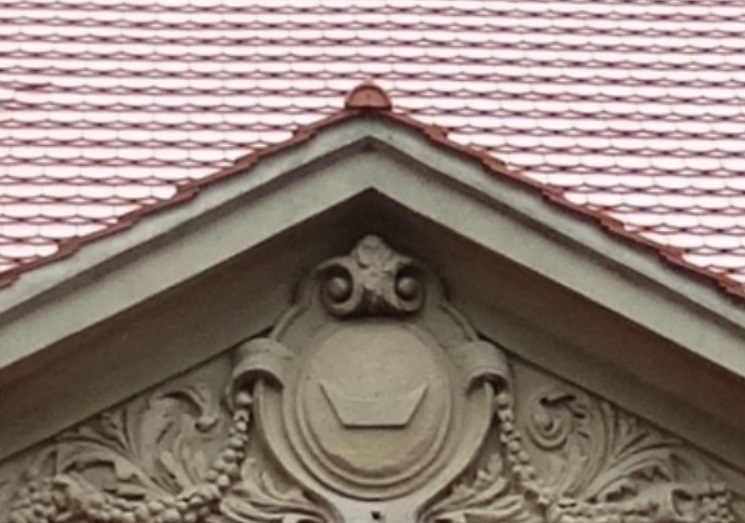
Herb Łodzia Wiktora Szołdrskiego
Herb Łodzia Wiktora Szołdrskiego